# インドネシア・オープン (バドミントン)
インドネシア・オープン（Indonesia Open）は、インドネシアバドミントン協会（PBSI）が主催してインドネシアで1982年から開催されているバドミントンの国際大会。2007年よりBWFスーパーシリーズの大会の一つとなり、さらに2011年にはスーパーシリーズプレミアに格上げされている。2018年からはBWFワールドツアースーパー1000の大会として行われる。

## 開催地
過去に9つの都市で開催されている。
- 1990: サマリンダ
- 1991: バンドン
- 1992: スマラン
- 1994: ジョグジャカルタ
- 1997: スラカルタ
- 1999: デンパサール
- 2002: スラバヤ
- 2003: バタム島
- 1982 - 1989, 1993, 1998, 2000 – 2001, 2004 – : ジャカルタ

## 優勝選手
| 年   | 男子シングルス           | 女子シングルス             | 男子ダブルス                                                        | 女子ダブルス                                          | 混合ダブルス                                                  |
| ---- | ------------------------ | -------------------------- | ------------------------------------------------------------------- | ----------------------------------------------------- | ------------------------------------------------------------- |
| 2025 | アンダース・アントンセン | 安洗塋                     | 金元昊 徐承宰                                                       | 劉聖書 譚寧                                           | トム・ジケル デルフィン・デルリュ                             |
| 2024 | 石宇奇                   | 陳雨菲                     | 梁偉鏗 王昶                                                         | 白荷娜 李昭希                                         | 蒋振邦 魏雅欣                                                 |
| 2023 | ビクター・アクセルセン   | 陳雨菲                     | サトウィクサイラジ・ランキレッディ チラグ・シェッティ               | 白荷娜 李昭希                                         | 鄭思維 黄雅瓊                                                 |
| 2022 | ビクター・アクセルセン   | 戴資穎                     | 劉雨辰 欧烜屹                                                       | 松山奈未 志田千陽                                     | 鄭思維 黄雅瓊                                                 |
| 2021 | ビクター・アクセルセン   | 安洗塋                     | マルクス・フェルナルディ・ギデオン ケビン・サンジャヤ・スカムルジョ | 松山奈未 志田千陽                                     | デチャポル・プアヴァラヌクロー サプシリー・タエラッタナチャイ |
| 2020 | 中止                     | 中止                       | 中止                                                                | 中止                                                  | 中止                                                          |
| 2019 | 周天成                   | 山口茜                     | マルクス・フェルナルディ・ギデオン ケビン・サンジャヤ・スカムルジョ | 福島由紀 廣田彩花                                     | 鄭思維 黄雅瓊                                                 |
| 2018 | 桃田賢斗                 | 戴資穎                     | マルクス・フェルナルディ・ギデオン ケビン・サンジャヤ・スカムルジョ | 福島由紀 廣田彩花                                     | タトウィ・アーマド リリヤナ・ナトシール                       |
| 2017 | スリカンス・キダンビ     | 佐藤冴香                   | 李俊慧 劉雨辰                                                       | 陳清晨 賈一凡                                         | タトウィ・アーマド リリヤナ・ナトシール                       |
| 2016 | リー・チョンウェイ       | 戴資穎                     | 李龍大 柳延星                                                       | 松友美佐紀 高橋礼華                                   | 徐晨 馬晋                                                     |
| 2015 | 桃田賢斗                 | ラチャノック・インタノン   | 高成炫 申白喆                                                       | 湯金華 田卿                                           | 徐晨 馬晋                                                     |
| 2014 | ヤン・ウ・ヨルゲンセン   | 李雪芮                     | 李龍大 柳延星                                                       | 田卿 趙芸蕾                                           | ヨアシム・フィッシャー・ニールセン クリスティナ・ペデルセン   |
| 2013 | リー・チョンウェイ       | 李雪芮                     | ヘンドラ・セティアワン ムハマド・アッサン                           | 包宜鑫 成淑                                           | 張楠 趙芸蕾                                                   |
| 2012 | シモン・サントソ         | サイナ・ネワール           | 李龍大 鄭在成                                                       | 王暁理 于洋                                           | スドケット・プラパカモン サラリー・トントンカム               |
| 2011 | リー・チョンウェイ       | 王儀涵                     | 蔡贇 傅海峰                                                         | 王暁理 于洋                                           | 張楠 趙芸蕾                                                   |
| 2010 | リー・チョンウェイ       | サイナ・ネワール           | 方介民 李勝木                                                       | 金旼貞 李孝貞                                         | ロバート・マシュアック ナディエズダ・コスティウチャク         |
| 2009 | リー・チョンウェイ       | サイナ・ネワール           | 李龍大 鄭在成                                                       | ウォン・ペイティ チン・イエンフイ                     | 鄭波 馬晋                                                     |
| 2008 | ソニードイ・クンコロ     | 朱琳                       | ザクリー・ラティフ ファイルズズアン・タザリ                         | ヴィタ・マリッサ リリヤナ・ナトシール                 | 鄭波 高崚                                                     |
| 2007 | リー・チョンウェイ       | 王晨                       | 蔡贇 傅海峰                                                         | 杜婧 于洋                                             | 鄭波 高崚                                                     |
| 2006 | タウフィック・ヒダヤット | 朱琳                       | チャンドラ・ウィジャヤ トニー・グナワン                             | 魏軼力 張亜雯                                         | 謝中博 張亜雯                                                 |
| 2005 | 李炫一                   | 王晨                       | マルキス・キド ヘンドラ・セティアワン                               | 李敬元 李孝貞                                         | ノバ・ウィディアント リリヤナ・ナトシール                     |
| 2004 | タウフィック・ヒダヤット | 謝杏芳                     | ルルク・ハディアント アルベント・ユリアント                         | 楊維 張潔雯                                           | 張軍 高崚                                                     |
| 2003 | タウフィック・ヒダヤット | 謝杏芳                     | 桑洋 鄭波                                                           | 高崚 黄穂                                             | 金東文 羅景民                                                 |
| 2002 | タウフィック・ヒダヤット | 龔睿那                     | 李東秀 柳鏞成                                                       | 高崚 黄穂                                             | バンバン・スプリアント ミナルティ・ティムール                 |
| 2001 | マーリーブ・マイナキー   | エレン・アンジェリナワティ | シギット・ブディアルト チャンドラ・ウィジャヤ                       | デヤナ・ロンバン ヴィタ・マリッサ                     | トリ・クシャルジャント エマ・エルマワティ                     |
| 2000 | タウフィック・ヒダヤット | カミラ・マーチン           | トニー・グナワン チャンドラ・ウィジャヤ                             | ジョアン・グード ドナ・ケロッグ                       | サイモン・アーチャー ジョアン・グード                         |
| 1999 | タウフィック・ヒダヤット |                            | レキシー・マイナキー リッキー・スバグジャ                           | ヘレン・キリケゴール リッケ・オルセン                 | トリ・クシャルジャント ミナルティ・ティムール                 |
| 1998 | ヨン・ホック・キン       | ミア・アウディナ           | レキシー・マイナキー リッキー・スバグジャ                           | デヤナ・ロンバン エリザ・ナサニエル                   | トリ・クシャルジャント ミナルティ・ティムール                 |
| 1997 | アーディー・ウィラナタ   | スシ・スサンティ           | シギット・ブディアルト チャンドラ・ウィジャヤ                       | エリザ・ナサニエル ゼリン・レジアナ                   | トリ・クシャルジャント ミナルティ・ティムール                 |
| 1996 | ジョコ・スプリアント     | スシ・スサンティ           | アントニウス・イリアント デニー・カントノ                           | エリザ・ナサニエル ゼリン・レジアナ                   | トリ・クシャルジャント ミナルティ・ティムール                 |
| 1995 | アーディー・ウィラナタ   | スシ・スサンティ           | ルディ・グナワン バンバン・スプリアント                             | 葛菲 顧俊                                             | トリ・クシャルジャント ミナルティ・ティムール                 |
| 1994 | アーディー・ウィラナタ   | スシ・スサンティ           | レキシー・マイナキー リッキー・スバグジャ                           | クリスティナ・フィナルシー リリ・タンピ               | 蔣欣 張瑾                                                     |
| 1993 | アラン・ブディクスマ     | 葉釗穎                     | レキシー・マイナキー リッキー・スバグジャ                           | クリスティナ・フィナルシー リリ・タンピ               | ルディ・グナワン ロジアナ・テンディーン                       |
| 1992 | アーディー・ウィラナタ   | 葉釗穎                     | ルディ・グナワン エディ・ハルトノ                                   | エルマ・スリスティアニングシー ロジアナ・テンディーン | パー＝グンナー・ジョンソン マリア・ベントソン                 |
| 1991 | アーディー・ウィラナタ   | スシ・スサンティ           | 金文秀 朴柱奉                                                       | 鄭素英 黄恵英                                         | トーマス・ルンド ペミール・デュポン                           |
| 1990 | アーディー・ウィラナタ   | 李英淑                     | ジャラニ・シデク ラジフ・シデク                                     | 鄭素英 黄恵英                                         | ルディ・グナワン ロジアナ・テンディーン                       |
| 1989 | 熊国宝                   | スシ・スサンティ           | ルディ・グナワン エディ・ハルトノ                                   | エルマ・スリスティアニングシー ロジアナ・テンディーン | エディ・ハルトノ ベラワティ・ファジリン                       |
| 1988 | イチュク・スギアルト     | 李玲蔚                     | ジャラニ・シデク ラジフ・シデク                                     | ロジアナ・テンディーン ヤンティ・クスミアティ         | エディ・ハルトノ エルマ・スリスティアニングシー               |
| 1987 | 楊陽                     | 李玲蔚                     | エディ・ハルトノ リム・スイキン                                     | イヴァナ・リー ロジアナ・テンディーン                 | ヤン・ポールセン ジリアン・ゴワーズ                           |
| 1986 | イチュク・スギアルト     | Shi Wen                    | ハリアマント・カルトノ リム・スイキン                               | ベラワティ・ファジリン イヴァナ・リー                 | スティーン・フラットバーグ ジリアン・クラーク                 |
| 1985 | 韓健                     | 李玲蔚                     | ハリアマント・カルトノ リム・スイキン                               | 韓愛萍 李玲蔚                                         | マーチン・デュー ジリアン・ギルクス                           |
| 1984 | リウス・ポンゴー         | 李玲蔚                     | ハディボボ・スサント クリスチャン・ハディナータ                     | ノラ・ペリー ジェーン・ウェブスター                   | クリスチャン・ハディナータ イヴァナ・リー                     |
| 1983 | リム・スイキン           | イヴァナ・リー             | ルディ・ヘリアント ハリアマント・カルトノ                           |                                                       | クリスチャン・ハディナータ イヴァナ・リー                     |
| 1982 | イチュク・スギアルト     | ベラワティ・ファジリン     | ルディ・ヘリアント ハリアマント・カルトノ                           | ジリアン・ギルクス ジリアン・クラーク                 | マーチン・デュー ジリアン・ギルクス                           |